# Ammophila stangei
Ammophila stangei là một loài côn trùng cánh màng trong họ Sphecidae, thuộc chi Ammophila. Loài này được Menke miêu tả khoa học đầu tiên năm 1964.